# The Shipper
The Shipper (tiếng Thái: The Shipper – จิ้นนายกลายเป็นฉัน;RTGS: The Shipper – Chin Nai Klai Pen Chan) là một bộ phim truyền hình Thái Lan ra mắt năm 2020 với sự tham gia của Kanaphan Puitrakul (First), Sureeyaret Yakaret (Prigkhing), Pusit Disthapisit (Fluke), Pawat Chittsawangdee (Ohm), Kanyarat Ruangrung (Ploy) và Benyapa Jeenprasom (View).  Bộ phim được đạo diễn bởi Aticha Tanthanawigrai và được sản xuất bởi GMMTV cùng với Parbdee Taweesuk, bộ phim kể về một cô gái chuyên viết tiểu thuyết đam mỹ. Sau 1 tai nạn giao thông, cô tỉnh dậy và thấy mình trong cơ thể của người mà cô đang gán ghép trong tiểu thuyết của mình.
Bộ phim là một trong 12 phim truyền hình năm 2020 được GMMTV giới thiệu trong sự kiện "GMMTV 2020 New & Next" vào ngày 15 tháng 10 năm 2019. Bộ phim được phát sóng trên GMM 25 vào lúc 21:30, thứ Sáu hàng tuần và phát lại trên LINE TV vào 23:00 cùng ngày, bắt đầu từ ngày 22 tháng 5 năm 2020. Bộ phim kết thúc vào ngày 7 tháng 8 năm 2020.

## Nội dung
Pan (Sureeyaret Yakaret) là một nữ sinh trung học có sở thích ship đôi đàn anh Kim (Kanaphan Puitrakul) và Way (Pusit Disthapisit), mặc dù họ chỉ là bạn bè. Pan và bạn thân của cô - Soda (Kanyarat Ruangrung) đang viết một cuốn tiểu thuyết đam mỹ về Kim và Way. Không may, việc viết tiểu thuyết của họ lại mang đến rắc rối cho Kim và Way. Kim và Way đã bị lôi ra để trêu chọc và xảy ra xô xát. Way, người đã có các lỗi vi phạm trước đó, bị đuổi học nhưng được Kim thuyết phục nhà trường giữ lại. Bạn gái của Way, Pingping (Benyapa Jeenprasom) đã biết lý do vì sao Way bị đuổi học và truy tìm kẻ đã viết những cuốn tiểu thuyết đó.
Cảm thấy bản thân có lỗi trong việc này, Pan đã thú thật với Kim về cuốn tiểu thuyết, nhưng Kim đã bỏ qua và đã lai cô về nhà. Trên đường về, Pan và Kim gặp tai nạn và thấy mình đang ở nơi kỳ lạ, nơi họ gặp Thần chết (Watchara Sukchum). Vị thần đã xuất hiện để dẫn họ sang thế giới bên kia. Cho đến khi Pan và Kim phát hiện ra bản thân mình chưa chết. Nhận ra sai lầm của mình, Thần chết đã đưa họ trở lại thân xác, nhưng trong quá trình đó, cô vô tình đã gửi nhầm linh hồn của họ cho nhau. Pan tỉnh dậy, nhận ra mình đang ở trong cơ thể của Kim.
Không biết cách để đổi lại thân xác, Thần chết hứa với Pan rằng sẽ tìm cách hoán đổi cô và Kim trở lại. Trong khi đó, Pan đã đóng giả là Kim và phải đảm bảo rằng không ai biết sự thật. Dù sao, việc hoán đổi thân xác đã trở thành cơ hội để Pan biến thuyền Kim-Way của cô và Soda trở thành hiện thực.

## Diễn viên

### Diễn viên chính
- Kanaphan Puitrakul (First) vai Kim[2]

Kim là một học sinh thông minh, luôn đại diện cho trường tham gia các cuộc thi, là anh trai của Khet và bạn thân của Way. Kim đang được Pan và Soda ship với Way, do mối quan hệ thân thiết của họ. Cùng với Pan, anh gặp Thần chết sau tai nạn. Do sai lầm của Thần chết, cơ thể của anh ta trở thành nơi chứa linh hồn của Pan.
- Sureeyaret Yakaret (Prigkhing) vai Pan[2]

Pan là một hủ nữ, cùng với Soda, liên tục ship đàn anh Kim và Way, là bạn thân của Khet và Soda. Thực ra, Pan thích Way nhưng cô chỉ muốn Way được ở bên Kim, người mà cô coi là một người tốt. Cùng với Kim, cô gặp Thần chết sau tai nạn. Do sai lầm của vị thần, linh hồn cô lại được đặt vào bên trong cơ thể của Kim.
- Pusit Disthapisit (Fluke) vai Way [2]

Là một sinh viên đang bị đặt dưới sự theo dõi của nhà trường do thường xuyên tham gia các vụ bạo lực. Là bạn thân của Kim và là bạn trai của Pingping. Way đang được ship với Kim bởi đàn em Pan và Soda, dù cho anh đang trong mối quan hệ với Pingping.
- Pawat Chittsawangdee (Ohm) vai Khet[2]

Là bạn thân của Pan và là em trai của Kim. Khet muốn làm thợ cắt tóc và thường xuyên trốn học để làm việc bán thời gian ở tiệm cắt tóc gần nhà. Khet liên tục trở thành vật cản trong việc ship cặp Kim-Way của Pan. Khet đang thích thầm Pan.
- Kanyarat Ruangrung (Piploy) vai Soda [2]

Là một hủ nữ, cùng với Pan, liên tục ship đàn anh Kim và Way. Là bạn cùng lớp của Pan và Khet. Soda đang cùng với Pan viết tiểu thuyết về Kim-Way.
- Benyapa Jeenprasom (View) vai Pingping [2]

Là bạn cùng lớp của Pan, Khet và Soda. Là bạn gái của Way. Lúc đầu, Pingping không biết về việc Kim và Way được ship, rồi cô sớm phát hiện ra. Pingphing và hội bạn đã tìm và sẽ xử lí tác giả của cuốn tiểu thuyết kia.

### Diễn viên phụ
- Watchara Sukchum (Jennie Panhan) vai Thần chết[2]

Là một vị thần có nhiệm vụ đưa những linh hồn mới chết sang thế giới bên kia. Thần chết đã gặp Kim và Pan sau tai nạn và nhầm họ là những linh hồn mới chết. Sau khi nhận ra sai lầm của mình, bà đã đưa cả hai trở về thân xác của họ. Nhưng trong quá trình đó, bà đã vô tình đặt Pan vào cơ thể của Kim.
- Warinda Damrongphon (Dada) vai cô Angkana [2][7]

Là giáo viên Toán của Kim và Way. Là bạn gái bí mật của Kim. Angkana là một người vô cùng nghiêm khắc ở trường nhưng trở nên nhõng nhẽo và trẻ con khi đi chơi với Kim.
- Waratchaya Ophat-sirirat vai Nun [2][7]

Là một thành viên trong nhóm bạn thân của Pingping
- Chinnaphat Charat-uraisin vai Somza [2][7]

Là một thành viên trong nhóm bạn thân của Pingping
- Photcharaphon Thepsukdi vai Off [2][7]

Là một kẻ đầu gấu trong trường. Sau khi đọc tiểu thuyết của Pan và Soda, Off đã trêu chọc Kim và Way về giới tính và mối quan hệ của họ.
- Wirawit Charoensupphasutthirat vai Pipe [2][7]

Là một trong những đàn em của Off
- Phiradon Si-osot vai X [2][7]

Là một trong những đàn em của Off

### Khách mời
- Jumpol Adulkittiporn (Off) (Tập 12)
- Atthaphan Phunsawat (Gun) (Tập 12)

## Nhạc phim
| Tên bài hát                                   | Thể hiện                   | Ref.  |
| --------------------------------------------- | -------------------------- | ----- |
| แคร์ไกลไกล (Kae Glai Glai)                     | La-Ong-Fong                | [ 8 ] |
| ฉันเป็นของเธอทุกวัน (Chan Pen Không Thoe Thukwan) | Arun Asawasuebsakul (Ford) | [ 9 ] |

## Đón nhận

### Rating truyền hình Thái Lan
- Trong bảng dưới đây, màu xanh dương biểu thị cho xếp hạng thấp nhất và màu đỏ biểu thị cho xếp hạng cao nhất.
- N/A biểu thị chưa biết.

| Tập             | Khung giờ (UTC + 07:00) | Ngày phát sóng      | Tỷ lệ rating trung bình | Ref.   |
| --------------- | ----------------------- | ------------------- | ----------------------- | ------ |
| 1               | Thứ Sáu 21:30           | 22 tháng 5 năm 2020 | 0,170%                  | [ 10 ] |
| 2               | 29 tháng 5 năm 2020     | 0.123%              | [ 11 ]                  |        |
| 3               | 5 tháng 6 năm 2020      | 0,148%              | [ 12 ]                  |        |
| 4               | 12 tháng 6 năm 2020     | 0.265%              | [ 13 ]                  |        |
| 5               | 19 tháng 6 năm 2020     | 0,151%              | [ 14 ]                  |        |
| 6               | 26 tháng 6 năm 2020     | 0,150%              | [ 15 ]                  |        |
| 7               | 3 tháng 7 năm 2020      | —                   | —                       |        |
| 8               | 10 tháng 7 năm 2020     | —                   | —                       |        |
| 9               | 17 tháng 7 năm 2020     | —                   | —                       |        |
| 10              | 24 tháng 7 năm 2020     | —                   | —                       |        |
| 11              | 31 tháng7 năm 2020      | —                   | —                       |        |
| 12              | 7 tháng 8 năm 2020      | —                   | —                       |        |
| Trung bình cộng | Trung bình cộng         | Trung bình cộng     | — 2                     | — 2    |

^1  Dựa trên tỷ lệ rating trung bình mỗi tập.
^2  Vì một vài tập chưa rõ rating nên chưa có giá trị trung bình chính xác.

## Phát sóng tại nước ngoài
- Philippines – Bộ phim này nằm trong số 5 bộ phim của GMMTV mà ABS-CBN Corporation đã mua bản quyền và được phát hành bởi Dreamscape Entertainment vào ngày 10 tháng 9 năm 2020.[16] Tất cả các tập phim đã được phát sóng trực tuyến trên iWantTFC vào ngày 28 tháng 12 năm 2020.[17]